# Мурмур
Мурмур, Мурмус или Мурмукс е демон от гоетията, описан 54-ти подред в „Легеметон“ (известна още като „Малкият ключ на Соломон“ и 40-и подред в „Псевдомонархия на демоните“ от Йоханес Вийр. Той е велик херцог и граф на ада и всички останали демони, 30 легиона, са му подчинени и отговарят пред него. Занимава се с разпределянето на душите на мъртвите и преподава философия.
Той е описан като войник, който язди на лешояд или грифон, облечен с корона на херцог. Двама от неговите адютанти вървят пред него и свирят на тромпети. На латински мурмур (Murmur) означава шум, шепот или звук от тромпет.